# Totò Vilardo
Salvatore Vilardo, detto Totò (Palermo, 1909 – ...), è stato un dirigente sportivo e calciatore italiano, per molti anni segretario generale del Palermo.

## Carriera
Fu giocatore della G.S. Vigor, che nel 1928 si unì al Palermo appena rifondato dando vita al Palermo Sport Club, e del GUF Palermo.
Il 27 giugno 1937, per iniziativa sua e del barone Beppuzzo Sgadari di Lo Monaco, responsabile dello sport nel capoluogo siciliano, lo stadio di Palermo cambia nome, passando da "Stadio del Littorio" a "Stadio Michele Marrone", in onore dell'ex calciatore di Vigor e Palermo Michele Marrone caduto in guerra; nello stesso periodo, Vilardo faceva parte del GUF (Gruppi universitari fascisti).
Fu segretario del Palermo dal 1953 fino agli inizi degli anni sessanta. Con lui la squadra ottenne successi e stabilità.
Soprannominato Lo stregone del calcio, diede vita al Palermo miracolo della stagione 1961-1962, in cui confessò al capitano Enzo Benedetti che voleva far vincere l'Inter nella partita del 4 marzo 1962 (poi vinta dal Palermo) poiché era interessato all'offerta che la società nerazzurra era intenzionata a dare ai rosanero. Al termine della stagione 1962-1963 venne squalificato a vita per un tentativo di illecito: chiese infatti all'arbitro Concetto Lo Bello di far vincere il Bari nell'ultima giornata del campionato di Serie B, così da poter vendere alla squadra pugliese il giocatore Fernando per risanare le casse della società rosanero.
Il 15 maggio 1960, a poche ore da Inter-Palermo (3-3), esonera Čestmír Vycpálek affidando la panchina rosanero a Santiago Vernazza, allenatore per un giorno.
L'allenatore cecoslovacco dirà di lui: «Fiutava i campioni come i cani fiutano i tartufi.» Era infatti molto abile nel calciomercato, scoprendo talenti inizialmente sconosciuti e rivendendoli a cifre più alte. Ad esempio, nell'estate del 1961 acquistò Achille Fraschini dal Monza per 35 milioni di lire rivendendolo subito dopo al Napoli di Achille Lauro per 80 milioni. Fu lui a scoprire Roberto Anzolin, prelevandolo dal Marzotto Valdagno per 40 milioni in sostituzione di Walter Pontel, per poi rivenderlo alla Juventus dopo due anni in cambio di Tarcisio Burgnich, i prestiti di Carlo Mattrel e Rune Börjesson e cento milioni di lire come contropartita in denaro.
Aveva una idiosincrasia verso i viaggi via mare, così, in un giorno di sciopero aereo, si fece prestare un apparecchio dal suo intimo amico Giulio Andreotti, con cui aveva praticato la "Scuola ufficiali".